# MacCallum Grant
Pour les articles homonymes, voir Grant.
MacCallum Grant, (17 mai 1845 - 23 février 1928), était un homme d'affaires canadien. Il a été lieutenant-gouverneur de la Nouvelle-Écosse. Commerçant tenu en haute estime dans la région d’Halifax, ses contributions personnelles au Parti libéral du Canada lui valurent le poste de lieutenant-gouverneur de sa province en 1916, poste qu’il occupa jusqu’en 1925.